# Irina Ianòvitx
Irina Víktorivna Ianòvitx (en ucraïnès Ірина Вікторівна Янович) (Amur, 14 de juliol de 1976) és una ciclista ucraïnesa. Especialista en pista, el seu major èxit ha estat la medalla de bronze aconseguida als Jocs Olímpics de Sydney de 2000.

## Palmarès
- 1997
  - Campiona d'Europa sub-23 en 500 metres contrarellotge
- 2000
  -  Medalla de bronze als Jocs Olímpics de Sydney en Velocitat individual

### Resultats a laCopa del Món
- 2002
  - 1a a Moscou, en Keirin